# إن بي إيه تي في
ان بي ايه تي في (بالإنجليزية: NBA TV)‏ هي قناة رياضة مشفرة تلفزيونية انطلقت في 17 مارس 1999م، يقع مقرها في أتلانتا وهي مملوكة لالرابطة الوطنية لكرة السلة وهي منتمة من مجموعة شبكة بي إن.

## وصلات خارجية
- الموقع الإلكتروني